# العلاقات الرواندية الغيانية
العلاقات الرواندية الغيانية هي العلاقات الثنائية التي تجمع بين رواندا وغيانا.

## مقارنة بين البلدين
هذه مقارنة عامة ومرجعية للدولتين:
| وجه المقارنة                                              | رواندا                                        | غيانا        |
| --------------------------------------------------------- | --------------------------------------------- | ------------ |
| المساحة (كم2)                                             | 26.34 ألف                                     | 214.97 ألف   |
| عدد السكان (نسمة)                                         | 12.21 مليون                                   | 777.86 ألف   |
| الكثافة السكانية (ن./كم²)                                 | 463.55                                        | 3.62         |
| العاصمة                                                   | كيغالي                                        | جورج تاون    |
| اللغة الرسمية                                             | اللغة الكينيارواندا، لغة إنجليزية، لغة فرنسية | لغة إنجليزية |
| العملة                                                    | فرنك رواندي                                   | دولار غياني  |
| الناتج المحلي الإجمالي (بليون دولار)                      | 9.14 مليار                                    | 3.68 مليار   |
| الناتج المحلي الإجمالي (تعادل القوة الشرائية) بليون دولار | 20.46 مليار                                   | 5.77 مليار   |
| الناتج المحلي الإجمالي الاسمي للفرد دولار أمريكي          | 697                                           | 4.13 ألف     |
| الناتج المحلي الإجمالي للفرد دولار أمريكي                 | 1.66 ألف                                      |              |
| مؤشر التنمية البشرية                                      | 0.483                                         |              |
| رمز المكالمات الدولي                                      | +250                                          | +592         |
| رمز الإنترنت                                              | .rw                                           | .gy          |
| المنطقة الزمنية                                           | ت ع م+02:00                                   | 00           |

## منظمات دولية مشتركة
يشترك البلدان في عضوية مجموعة من المنظمات الدولية، منها:
| علم المنظمة | اسم المنظمة                                 | تاريخ انضمام رواندا | تاريخ انضمام غيانا |
| ----------- | ------------------------------------------- | ------------------- | ------------------ |
|             | مؤسسة التنمية الدولية                       | 30 سبتمبر 1963      | 4 يناير 1967       |
|             | يونسكو                                      | 7 نوفمبر 1962       | 21 مارس 1967       |
|             | وكالة ضمان الاستثمار متعدد الأطراف          | 27 سبتمبر 2002      | 18 يناير 1989      |
|             | الأمم المتحدة                               | 18 سبتمبر 1962      | 20 سبتمبر 1966     |
|             | مجموعة دول أفريقيا والكاريبي والمحيط الهادئ | ?                   | ?                  |
|             | دول الكومنولث                               | ?                   | ?                  |
|             | الاتحاد البريدي العالمي                     | ?                   | ?                  |
|             | البنك الدولي للإنشاء والتعمير               | 30 سبتمبر 1963      | 26 سبتمبر 1966     |
|             | الاتحاد الدولي للاتصالات                    | 12 ديسمبر 1962      | 8 مارس 1967        |
|             | منظمة حظر الأسلحة الكيميائية                | ?                   | ?                  |
|             | مؤسسة التمويل الدولية                       | 6 نوفمبر 1975       | 4 يناير 1967       |
|             | المركز الدولي لتسوية المنازعات الاستشارية   | 14 نوفمبر 1979      | 10 أغسطس 1969      |
|             | منظمة التجارة العالمية                      | ?                   | ?                  |
|             | منظمة الشرطة الجنائية الدولية               | ?                   | ?                  |

## وصلات خارجية
- موقع وزارة الخارجية الرواندية
- موقع وزارة الخارجية الغيانية